# Село Расна, борци пали у ратовима од 1912. до 1918. године
Списак бораца из села Расна, Општина Пожега, погинулих и умрлих у Балканским и Првом светском рату преузет је из књиге „Пожега и околина”, објављене 1978. године.
Подаци за подручје Пожеге прикупљани су у периоду 1976–1977. године преко матичних књига умрлих, спомен-плоча, крајпуташа, као и разговора са преживелим борцима и појединим грађанима који су по сећању могли да дају податке, уз напомену да спискови могуће да нису потпуни, због временске дистанце и недостатка поузданих извора.

## Списак
1. Драшкић Радован
2. Ђорђевић Милан
3. Ђорђевић Миљко
4. Јовановић Милан
5. Јовић Михајило
6. Константиновић Марко
7. Кораћ Драгиша
8. Кораћ Рако
9. Кораћ Митар
10. Кораћ Димитрије
11. Кораћ Страјин
12. Кораћ Јован
13. Кораћ Живко
14. Кораћ Драго
15. Кораћ Велимир
16. Кораћ Милан
17. Кораћ Чедомир
18. Курмазовић Радисав
19. Курмазовић Ивко
20. Лекић Вукосав
21. Лекић Жарко
22. Марковић Лука
23. Матић Радивоје
24. Матић Рајко
25. Матић Михајило
26. Матић Данило
27. Митровић Милић
28. Младеновић Василије
29. Недић Танасије
30. Перић Миленко
31. Полић Јеремија
32. Ршумовић Обрад
33. Саватијевић Видосав
34. Смиљанић Витомир
35. Смиљанић И. Богић
36. Смиљанић Б. Богић
37. Тимотијевић Драгољуб
38. Ћирјанић Стево
39. Ћирјанић Ивко
40. Ћирјанић Миливоје
41. Ћирјанић Миленко
42. Ћирјанић Влајко
43. Ћирјанић Раде
44. Ћирјанић Драгомир
45. Шојић Ђорђе[1]